# Rainer Höft
Rainer Höft, född den 3 april 1956 i Berlin i Tyskland, är en östtysk handbollsspelare.
Han tog OS-guld i herrarnas turnering i samband med de olympiska handbollstävlingarna 1980 i Moskva.